# سراي بعقلين
سراي بعقلين، هي سراي بنيت في بعقلين بقضاء الشوف، ومبنى السراي الآن هو مبنى المكتبة الوطنية اللبنانية.

## بناء السراي
كان متصرف جبل لبنان نعوم باشا يحبذ بناء السرايات كمظهر من مظاهر محبته للعمران، وقد أولى هذه الناحية كامل اهتمامه فشيد في مختلف قائمقاميات المتصرفية مجموعة من السرايات كانت سرايا بعقلين أبرزها. وقد أشرف القائمقام الأمير مصطفى أرسلان على بنائها كي تكون مركزًا للقائمقامية التي كان يقوم بمهامها آنذاك.
وشارك سكان بعقلين والشوف بقسميه الأعلى والساحلي في تمويل نفقات البناء بالإضافة إلى ما رصد في موازنة خزينة المتصرفية، وقام القائمقام الأمير مصطفى باستملاك المكان المناسب من الشيخ شبلي حمادة المشهور زمن الأمير بشير الشهابي، حيث كانت تقوم بعض أجزاء من قصر أحد الأمراء المعنيين. وقد قام الأمير مصطفى بحث الأهالي والأعيان لتمويل نفقات هذا الصرح، حيث كان يستدعي وجهاء وأعيان بعقلين وبعض القرى الشوفية مستنهضًا هممهم إما للتبرع بالمال أو بالمساهمة والعمل. وقد ظهرت في السرايا آثار الفن المعماري الإسلامي القديم، وهو الفن الذي اعتمد في بناء مختلف السرايات التي شيدها نعوم باشا في المناطق كجزين وجونيه والبترون وأميون وبحنس وغيرها.

## السراي الآن
تحول مبنى السراي في فترة من الفترات إلى سجن كبير، وبغية منع فرار السجناء إدخلت تعديلات على البناء بهدف تحصينه أدت إلى تشويه معالمه من الداخل، فألغي الدرج الداخلي ونصبت الأبواب الحديدية مما قلل من قيمة المبنى التاريخية فضلا عن فقدان معالمه التراثية عبر إشغاله وحتى سنة 1931 كمحكمة بدائية ومخفر وسجن ودائرة نفوس ودار لبلدية بعقلين. إلا ان رئيس الحزب التقدمي الاشتراكي وليد جنبلاط قام بترميمه وإعادته إلى طابعه التراثي الإسلامي القديم، وأنشأ المكتبة الوطنية فيه.